# Barawertornis
Barawertornis is een geslacht van uitgestorven niet-vliegende vogels uit Australië. Deze grote loopvogel behoort tot de familie Dromornithidae (dondervogels) uit de orde van de eendachtigen. Er is één soort, Barawertornis tedfordi. 
Barawertornis is de kleinste dondervogel met het formaat van een hedendaagse kasuaris. Deze soort was anderhalve meter hoog en ongeveer 80 tot 90 kilogram zwaar. Fossielen van Barawertornis zijn gevonden in Riversleigh in Queensland en dateren uit het Laat-Oligoceen tot Vroeg-Mioceen. Destijds was dit gebied bedekt met regenwouden. Meerdere fossielen zijn gevonden in de nabijheid van waterdieren zoals longvissen, waterschildpadden en krokodillen, wat suggereert dat Barawertornis een deel van de tijd doorbracht in en rond het water.
Hij werd in 1979 beschreven door Patricia Vickers-Rich op basis van fragmentarische maar diagnostische overblijfselen, drie stukken van de achterste ledematen en een wervel. In 2004 werden meer fragmenten beschreven en nieuw materiaal dat uit Riversleigh tevoorschijn kwam, werd geanalyseerd en vergeleken met andere dromornithiden om eerder gepubliceerde theorieën over verwantschappen binnen de familie te testen.
Barawertornis was een lichtvoetige soort, waarschijnlijk een herbivoor, die leefde in de boshabitat die het grootste deel van Australië bedekte ten tijde van het bestaan van de vogel. Deze vogels waren qua vorm en habitat vergelijkbaar met de moderne Casuarius casuarius, de vleugelloze en in het regenwoud levende zuidelijke kasuaris.
De naam Barawertornis is afgeleid van een Aboriginal taal, een woord voor grond Barawerti, en het Oudgriekse ornis, 'vogel'. De specifieke epitheton verwijst naar Richard H. Tedford voor zijn ontdekkingen van de tertiaire vogelfauna in Australië.